# Karnicki IV
Karnicki Hrabia (Karnicki (b), Kościesza odmiana Karnicki) – polski herb szlachecki, odmiana herbu Kościesza.

## Opis herbu
Opis stworzony zgodnie z klasycznymi zasadami blazonowania:
W polu czerwonym rogacina rozdarta, dwa razy przekrzyżowana, srebrna. Nad tarczą korona hrabiowska, nad którą hełm z klejnotem, w którym pół lisa wspiętego, czerwonego. Labry: z prawej czerwone, z lewej błękitne, podbite srebrem.

## Najwcześniejsze wzmianki
Nadany 10 lutego 1844 (dyplom z 12 sierpnia 1845) braciom Kajetanowi i Romanowi oraz ich bratankowi, synowi zmarłego Jana - Feliksowi. Obdarowani byli szambelanami dworu cesarskiego i członkami Stanów Galicyjskich. Syn Jana Kajetana, Władysław, attaché w Kassel, otrzymał certyfikat hrabiowski w 1847. Syn Kajetana, Teodor, był podporucznikiem w 1 pułku szwoleżerów im. cesarza Franciszka Józefa. Wszyscy obdarowani tytułem nie poparli powstania listopadowego.

## Herbowni
Jeden ród herbownych:
hrabia Karnicki.